# Ario de Rayón
Ario de Rayón o Ario Santa Mónica es una localidad situada en el municipio de Zamora, en el estado de Michoacán de Ocampo. Dentro de todos los pueblos del municipio, 2.º lugar en cuanto a número de habitantes. Ario de Rayón está a 1561 metros de altitud y tiene una población de 9917 habitantes.